# Santiago 1
Santiago 1 es el primer capítulo de la Epístola de Santiago del Nuevo Testamento de la Biblia cristiana. El autor se identifica como "Santiago, un sirviente de Dios y del Señor Jesucristo". La epístola ha sido tradicionalmente atribuida a Santiago el Justo, escrita en Jerusalén entre 48 d. C. y 61 d. C.. En contra de esta tesis algunos especialistas argumentan que se trata de un escrito seudoepigráfico, posterior al año 61.

## Texto
El texto original se escribió en griego de Koiné. Este capítulo está dividido en 27 versículos.

### Atestiguaciones textuales
Algunos manuscritos tempranos que contienen el texto de este capítulo en griego son:
- Papiro 100 (siglo III tardío; versos extendidos 1-4; 9-17)[6]
- Códice Vaticanus (325-350)[6]
- Códice Sinaiticus (330-360)[6]
- Códice Alexandrinus (400-440)
- Códice Ephraemi Rescriptus (c. 450; extend: verso 1)
- Papiro 74 (siglo VII; completo)

Un manuscrito antiguo que contiene este capítulo en copto es el Papiro 6 (c. 350 d. C.; todos los versos).

## Contenido
- Saludo. Versículo 1

Instrucciones previas
- Valor del sufrimiento. Versículos 2 - 12
- Origen de las tentaciones. Versículos 13 - 18
- La palabra oída debe reflejarse en el comportamiento. Versículos 19 -27

### Saludo. Versículo 1
1-Santiago, siervo de Dios y del Señor Jesucristo, a las doce tribus de la diáspora: saludos.

#### Comentarios al versículo 1
Este texto sagrado, más que una carta tradicional dirigida a destinatarios específicos, se presenta como un tratado o reflexión sapiencial. Las instrucciones que contiene no siguen un esquema rígido, sino que se suceden de manera libre. Comienza destacando la importancia de la «paciencia frente a las pruebas» y el «respeto hacia los pobres» (1,2-2,13), para luego subrayar que «la fe debe ir acompañada de obras concretas» (2,14-26). Posteriormente, incluye diversas recomendaciones prácticas (3,1-5,20), entre las que destacan «advertencias dirigidas a los ricos» (5,1-6) y «enseñanzas sobre la oración» y la «unción de los enfermos» (5,13-18).
El título "siervo de Dios" tiene profundas raíces bíblicas: en el Antiguo Testamento se reservaba para figuras como Moisés, David o los profetas, señalando su fidelidad a Dios. En el Nuevo Testamento se extiende a todos los cristianos, y especialmente a los Apóstoles, enfatizando su papel como mensajeros humildes de la verdad divina. La referencia a "la diáspora" alude originalmente a los judíos dispersos fuera de Palestina, pero en el contexto cristiano señala a los creyentes como el nuevo Israel, posiblemente refiriéndose aquí a judíos convertidos al cristianismo.

### Valor del sufrimiento. Versículos 2 - 12
2-Hermanos míos: considerad una gran alegría el estar cercados por toda clase de pruebas, 
3-sabiendo que vuestra fe probada produce la paciencia. 
4-Pero la paciencia tiene que ejercitarse hasta el final, para que seáis perfectos e íntegros, sin defecto alguno.
..............
9-Que el hermano de condición humilde se gloríe en su exaltación, 
10-y el rico en su humillación, porque pasará como la flor del heno. 
11-Porque el sol sale con ardor y seca el heno, y su flor cae, y se pierde la hermosura de su aspecto. Así también el rico se marchitará en sus afanes. 
12-Bienaventurado el hombre que soporta con paciencia la adversidad, porque, una vez probado, recibirá como corona la vida que Dios prometió a los que le aman.

#### Comentarios a los versículos 2-12
Santiago instruye al cristiano sobre la actitud correcta frente a las pruebas y sufrimientos, enseñando que deben afrontarse con alegría (vv. 2-4). Cuando su significado resulta difícil de comprender, se invita a pedir a Dios la sabiduría necesaria para discernirlos. Entre estas pruebas, incluye tanto la pobreza como la riqueza, y subraya que la recompensa divina está reservada para quienes superan las adversidades, considerándolos bienaventurados (v. 12). En este pasaje resuenan los principios del Sermón de la Montaña (cf. Mt 5,1-7,27).
El sufrimiento de los justos frente a la aparente prosperidad de los impíos es un tema recurrente en el Antiguo Testamento, especialmente en libros como los Salmos y Job. Sin embargo, su sentido pleno y definitivo se revela en Jesucristo. La "sabiduría" a la que Santiago alude (v. 5) no es otra que la «sabiduría de la cruz», y debe pedirse con una fe firme y confiada (v. 6).

Si uno tiene fe, que pida; pero si duda, que no pida. Pues al no creer no recibirá lo que habría de pedir. 

El «hombre vacilante» (v. 8), literalmente «de ánimo doble», es el que se mueve entre la confianza y la desconfianza. San Beda comenta: 

Es un hombre de ánimo doble el que se arrodilla para pedir a Dios, y pronuncia palabras de súplica, y, sin embargo, sintiéndose acusado en su interior por su conciencia, desconfía (…). El que aquí quiere regocijarse con el mundo, y allí reinar con Dios. 

 Y en el mismo sentido Josemaría Escrivá exhorta: 

No es lícito vivir manteniendo encendidas esas dos velas que, según el dicho popular, todo hombre se procura: una a San Miguel y otra al diablo. Hay que apagar la vela del diablo. Hemos de consumir nuestra vida haciendo que arda toda entera al servicio del Señor.

### Origen de las tentaciones. Versículos 13 - 18
13-Nadie, cuando sea tentado, diga: «Es Dios quien me tienta»; porque Dios ni es tentado al mal ni tienta a nadie, 
14-sino que cada uno es tentado por su propia concupiscencia, que le atrae y le seduce. 
15-Después, la concupiscencia, cuando ha concebido, da a luz el pecado, y éste, una vez consumado, engendra la muerte.
16-No os engañéis, hermanos míos queridísimos. 
17-Toda dádiva generosa y todo don perfecto vienen de lo alto y descienden del Padre de las luces, en quien no hay cambio ni sombra de mudanza. 
18-Por libre decisión nos engendró con la palabra de la verdad, para que fuésemos como primicias de sus criaturas.

#### Comentarios a los versículos 13-18
Ante las pruebas a las que se ven sometidos los destinatarios, Santiago es claro: de Dios únicamente puede provenir el bien. Nunca se puede atribuir a Dios la inclinación al pecado (cfr Si 15,11-13). Tampoco podría decirse que, al dar la libertad, Dios es causa del pecado. Éste surge cuando se cede a la seducción de la concupiscencia. Somos responsables de nuestros actos, aunque seamos tentados.

Por eso, con la petición del Padrenuestro «no nos dejes caer en la tentación» le pedimos a Dios que «no nos deje tomar el camino que conduce al pecado.

Por «Padre de las luces» (v. 17), designa a Dios como creador de los astros (cfr Gn 1,14ss.; Sal 136,7-9) y —teniendo en cuenta el habitual simbolismo de la luz— como fuente de todos los bienes. Los cristianos, engendrados de nuevo por Dios mediante «la palabra de la verdad» —el Evangelio—, pertenecen a Dios por ser sus «primicias».

### La palabra oída debe reflejarse en el comportamiento. Versículos 19 -27
19-Bien lo sabéis, hermanos míos queridísimos. Que cada uno sea diligente para escuchar, lento para hablar y lento para la ira; 
20-porque la ira del hombre no hace lo que es justo ante Dios. 
21-Por eso, apartad toda inmundicia y todo resto de maldad, y recibid con mansedumbre la palabra sembrada en vosotros, capaz de salvar vuestras almas. 
22-Pero tenéis que ponerla en práctica y no sólo escucharla engañándoos a vosotros mismos.
.....
26-Si alguno se considera hombre religioso y no refrena su lengua, sino que engaña a su corazón, su religiosidad es vana. 
27-La religiosidad pura e intachable ante Dios Padre es ésta: visitar a los huérfanos y a las viudas en su tribulación y guardarse incontaminado de este mundo.

#### Comentario a los versículos 19-27
En 1,18, el autor sagrado se ha referido a la «palabra de la verdad» y a su eficacia sobrenatural. Ahora, mediante imágenes expresivas, especifica que, aunque tenga ese poder, no basta con oírla: es necesario escucharla con docilidad 

...el que habló, en muchas ocasiones se arrepintió; el que guardó silencio, nunca.

 (vv. 19-21) y que tenga consecuencias prácticas en la conducta. Más adelante volverá a insistir en ello. «La ley perfecta de la libertad» (v. 25) es la buena nueva traída por Jesucristo, que con su doctrina y su vida ha constituido a los hombres en hijos de Dios y los ha liberado de la servidumbre de la Antigua Ley y de la esclavitud del demonio, del pecado y de la muerte.